# フォルーグ・ファッロフザード

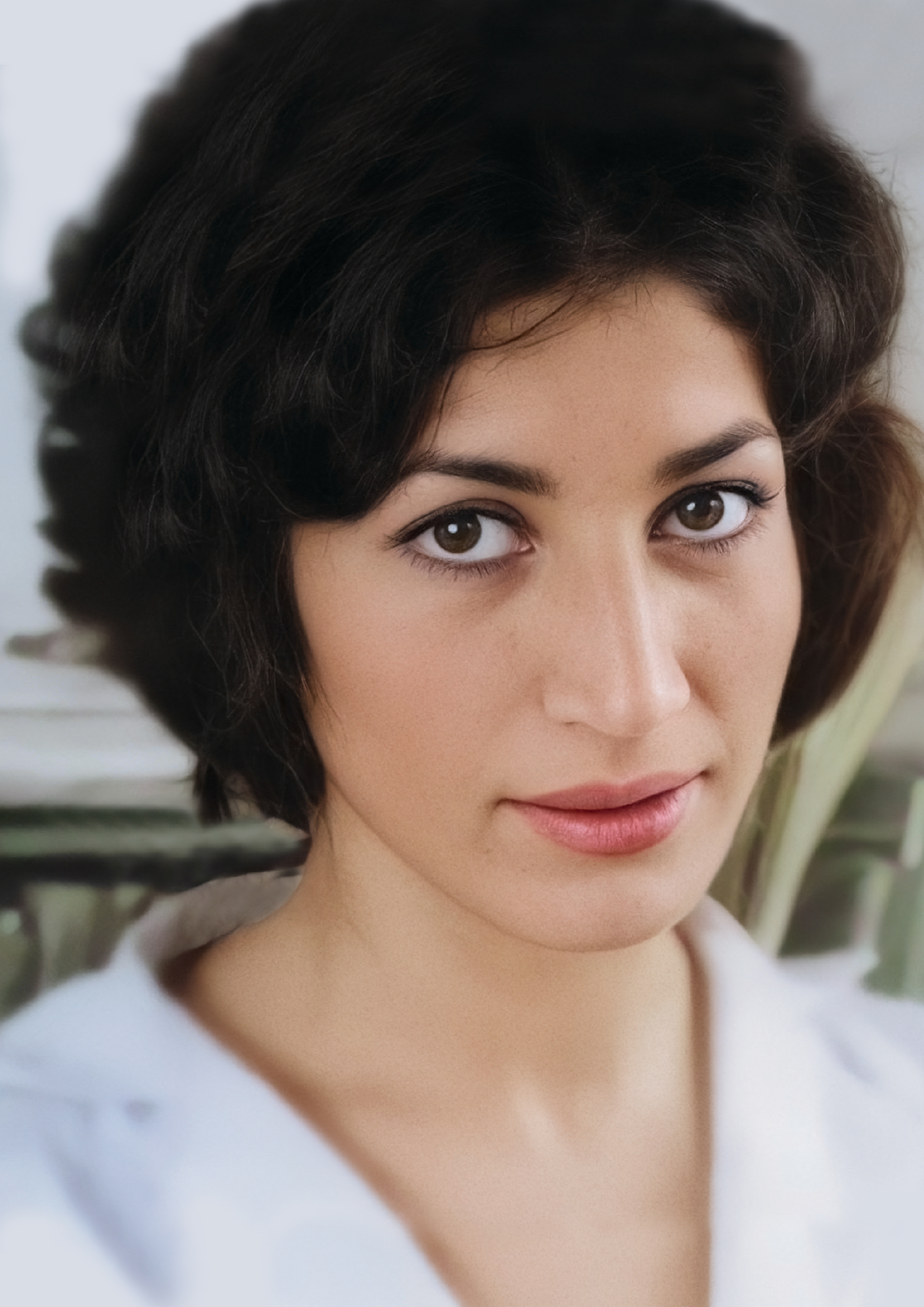

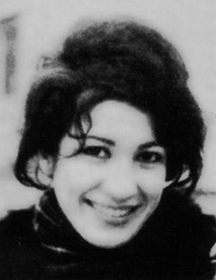
フォルーグ・ファッロフザード

フォルーグ・ファッロフザード（فروغ فرخزاد Forūgh Farrokhzād、1936年1月5日 - 1967年2月13日）は、イランの詩人・映画監督。イラン現代文学における最も優れた女性詩人の一人とみなされている。

## 略歴
フォルーグは1935年にテヘランで生まれた。弟は著名な歌手・詩人のフェリドゥーン・ファッロフザードである。9年生まで学校に通い、その後女子のための学校で絵画と手芸を学んだ。16歳で著名な風刺作家のパルヴィーズ・シャープールと結婚し、絵画と手芸の勉強を続けながら、夫と共にアフヴァーズへ移り住んだ。一年後に彼女は息子カームヤールを出産した。

約2年の結婚生活の後、フォルーグは夫と離婚したが、子どもの親権は夫のものとなった。彼女はテヘランへと戻り、初めての詩集『囚われ人』を出版した。

フォルーグは大胆に女性の声を主張する詩を書いたため論議を呼び、否定的に評価されたり、あからさまに批判されたりもした。1958年に9か月間ヨーロッパで過ごした。イランに戻った後、映画監督で作家のエブラーヒーム・ゴレスターンと出会い、もっと自分自身を表現し、自立して生きることを勧められた。彼女は『壁』と『反逆』という二つの詩集を立て続けに出版し、タブリーズでハンセン病患者の映画を撮った。この『あの家は黒い』というドキュメンタリー作品はいくつかの国際映画祭で賞を獲得した。

1964年には詩集『新たなる生』を出版した。彼女の詩は成熟して洗練され、それまでの近代イランの詩に対する大きな変革を成し遂げた。

1967年2月13日に、フォルーグは32歳の若さで交通事故により亡くなった。スクール・バスをよけるためにジープのハンドルを急にきったので、石の壁に衝突してしまったとされている。彼女は病院に着く前に息を引き取っていた。詩集『寒い季節の訪れを信じよう』は死後に出版された。

## フォルーグの試み
フォルーグは初期の三作（『囚われ人』、『壁』、『反逆』）において、好んでマスナヴィー形式で試作し、形式や韻律の点でも古典作品を継承していた。しかし、『新たなる生』以降、ペルシア古典詩の伝統でもあった形式や形態によって詩の内容に限界や制限が加えられることに反対し、自ら進んで形式よりも内容を重視して作詩を行なった。「形式から内容へ」という従来の詩のあり方を否定し、「内容から形式へ」を基本理念とした。そのような彼女の詩には次の四つの特徴がみられる。
①まず第一に、詩的言語と音楽性の点では、詩的言語を古典詩の韻文調から脱却させて散文の言語に近づけ、自然な会話のリズムを用いたことである。この点に関しては、「現代詩の祖」であるニーマー・ユーシジの主張をフォルーグが意識的に継承したのであった。
詩のリズムや言語を口語体に近づけることは、特に『新たなる生』の前半までのフォルーグの詩には必要なことであった。詩集『新たなる生』の前半の詩は、初期の三冊の詩集と同様に、一人称で率直に自分の経験や感情を語っているため、韻文調の言語では語り手の現実性が損なわれてしまうのである。
しかしながら、フォルーグは決して韻律やリズムを破棄したのではなかった。韻律やリズムが不可欠の存在であると認識した上で、詩の内容や言葉に合わせた独自の韻律やリズムを創造したのであった。
②「アカシア」などといったいくつかの単語に、フォルーグの詩的イメージを与えたことである。また、古典詩では決して用いられないような単語を詩の中に取り入れたことも大きな特徴である。日常的な単語ではあっても「詩的」とは言えない単語がフォルーグの詩にしばしば登場する。伝統的に「詩的であるか否か」という観点から作詞における自由が奪われることに、フォルーグは反対した。
③異なるカテゴリーにある単語を組み合わせたことである。本来なら結びつくような関係にはない単語同時を組み合わせ、新しいイメージを読者に喚起させた。機械的に単語を組み合わせるだけれ容易に新鮮なイメージを作り出せたため、フォルーグの世代あるいはそれ以降の世代の詩人たちもこの手法を多用したが、単語の組み合わせのみに固執し詩の意味や内容に深みがない作品になることが多かった。
④繰り返しを多用したことである。フォルーグは一つのベイト（行）のなかで同じ単語や語句を数回繰り返すことによって、感情や行動を強調した。繰り返しの多用は言葉や内容を強調するばかりではなく、同じ音の繰り返しが新しいリズムを生み出す効果もある。また同じベイトを数行に渡って繰り返したり、場面転換の合図として聯の始めや聯と聯の間に同じベイトを挿入するのも得意とした。

## フォルーグの詩的イメージ
フォルーグの詩的イメージの特徴は大きく分けて二つある。一つは単語によって普遍性を持った非日常的なイメージを作り出しているという点であり、もう一つは、抽象的な単語からも独自のイメージを引き出し、日常的な単語から生まれるイメージと織り交ぜている点である。
- 例えば「庭」باغもしくは「小庭」باغچهという単語は、フォルーグの詩の中では「真実の世界」を表している。詐欺や欺瞞に満ちた現実社会とは異なる、本来人間が忘れてはならない「素朴さ」سادگیや「誠実さ」صمیمیاتが「庭」には存在するとフォルーグは考える。同時に、「庭」は新しい生命の誕生する場所である、テヘランという大都市に生活するフォルーグには、庭が最も自然に近い場所であり、生命の終焉と再生を見ることができる唯一の場所なのである。そこに植えられるのは「手」دستである。詩の中で真実を希求するフォルーグにとって、「手」とは必然的に「真実を掴む」イメージを持ち始める。
- フォルーグの詩における「窓」پنجرهもある種のイメージを作り出している。フォルーグにとっての「窓」は、真実の世界に向いている窓である。決して世俗の世界と向かい合っていない。この「窓」から見えるべきものは、真実の存在する「庭」でなければならない。
- フォルーグにとって真実が存在する「庭」と対局にあるのは「家」خانهであった。「家」は伝統的・通俗的・形式的なイラン社会の象徴であり、「家」の中にはもはや真実は存在しないとフォルーグは考えた。
- フォルーグの詩において、「線」ختという単語は常に「歪んだ」「不安定な」「弛んだ」「伸びきった」などの修飾語が用いられている。そのためフォルーグの詩における「線」には力強く太い直線のイメージではなく、安定性のない弱いイメージが浮かび上がる。
- この「線」の不安定さに対して、フォルーグは三次元の存在物である「物体・体積（かたちあるもの）」حجمを用いて「安定」したものを表現している。

## 作品

### 詩集
- 『囚われ人（اسیر asīr）』(1955)
- 『壁（دیوار dīvār）』(1956)
- 『反逆（عصیان 'esyān）』(1958)
- 『新たなる生（تولدی دیگر tavallod-ī dīgar）』(1964)
- 『寒い季節の訪れを信じよう（ایمان بیاوریم به آغاز فصل سرد īmān bi-yāvarīm be āghāz-e fasl-e sard）』(1965, 没後出版)

### 映画
- 『あの家は黒い（خانه سیاه است Khāne siyāh ast）』(1962) （ドキュメンタリー、日本では『ブラック・ハウス』という名で上映されたことがある）

## 日本語訳
- 鈴木珠里、前田君江、中村菜穂、ファルズィン・ファルド編訳『現代イラン詩集』（土曜美術社出版販売） pp.62-83